# Argishti I

Het okergele gebied duidt Urartu aan onder koning Argishti I. Het lichtgele duidt op de veroverde gebieden.

Argishti(s) I was de vijfde koning van Urartu en regeerde van 776 tot 764 v.Chr. Hij volgde zijn vader, Menuas, op.
In de eerste jaren van zijn bewind hield hij heel wat veldtochten naar het westen. Hij wil zich voornamelijk meester maken van een groot aantal belangrijke commerciële wegen, die werden gecontroleerd door Assyriërs, en hij wil een toegang tot de Middellandse Zee creëren voor het rijk. Tegelijkertijd lanceerde hij een expeditie naar het noorden, waar hij de bovenvallei van de Aras bezette. Daar stichtte hij een aantal steden, zoals Argishtihinili (het huidige Armavir), Irbuni (Arin-Berd) en Erebouni (Jerevan).
Terwijl het Assyrische Rijk een politieke regressie kende, heeft Urartu onder zijn regering zijn maximale territoriale expansie bereikt.
Zijn zoon Sardur II volgde hem op.

## Helm van koning Argishti I

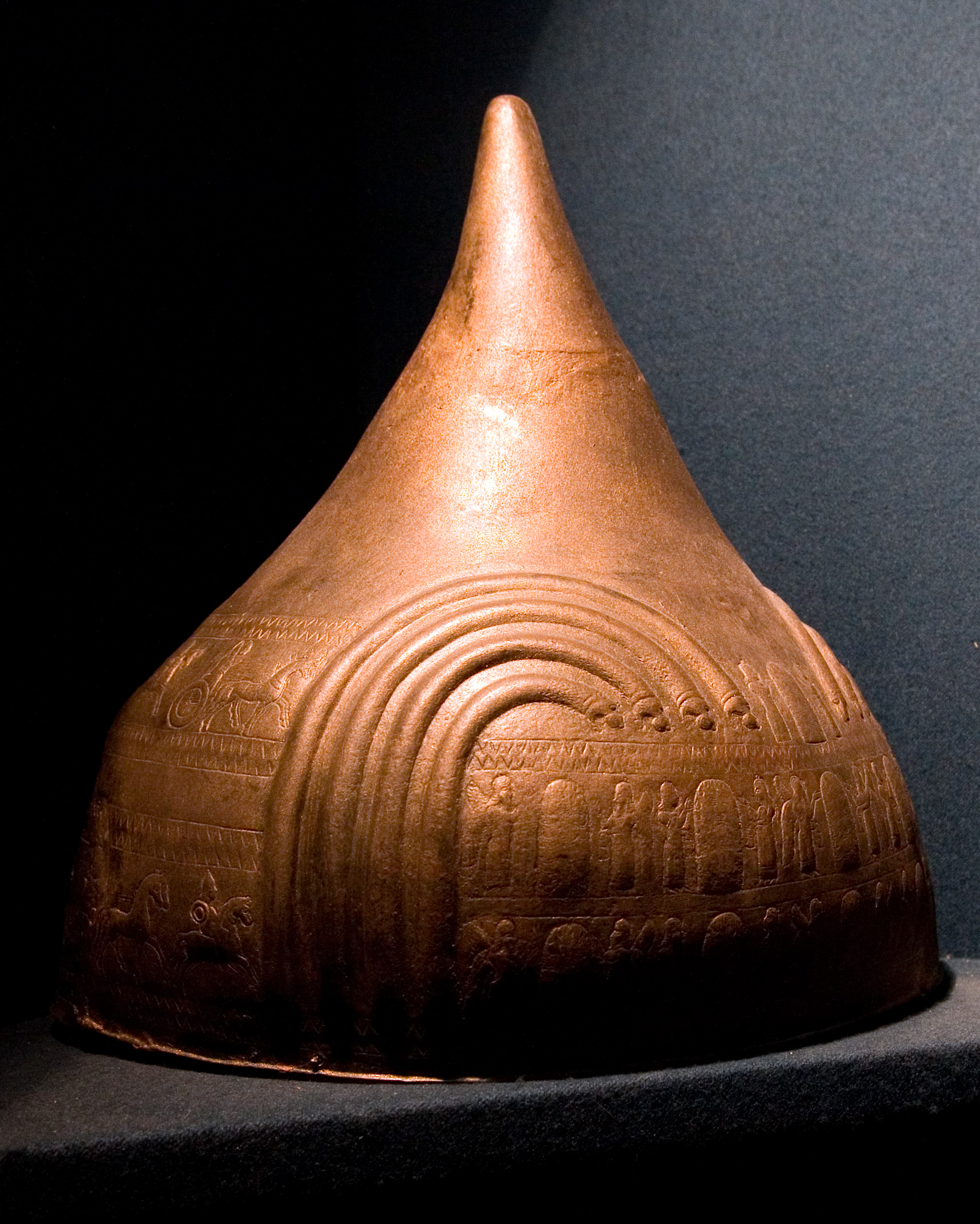
Helm van koning Argishti I, met de voorkant rechts

In Karmir Blur (Armenië) werd een ceremoniële koperen helm  van koning Argishti I opgegraven. Uit een inscriptie in spijkerschrift op de helm blijkt dat de helm door de koning werd geschonken aan (de tempel van) de god Haldi. Aan de voorzijde zijn over drie banden verschillende goden afgebeeld die elf heilige bomen zalven. Op de zijkanten en de achterkant zijn friezen met decoratieve strijdwagens en ruiters afgebeeld. De helm wordt bewaard in het Historisch Museum van Armenië (Jerevan).
Aramu · Sardur I · Ishpuinis · Menuas · Argishti I · Sardur II · Rusa I · Argishti II · Rusa II · Sardur III · Sardur IV · Erimena · Rusa III · Rusa IV